# ريغ بندسر
ريغ بندسر (بالفارسية: ریگ بندسر) هي قرية تقع في البلدة المركزية في إيران. يقدر عدد سكانها بـ 82 نسمة بحسب إحصاء 2016.